# 逗子市立逗子中学校
逗子市立逗子中学校（ずししりつ ずしちゅうがっこう）は、神奈川県逗子市池子にある公立中学校。学校長は、関  忠子。

## 沿革
- 1947年（昭和22年）5月5日 - 横須賀市立逗子中学校として開校。
- 1948年（昭和23年）9月9日 - 横須賀市立逗子第二中学校(現・逗子市立久木中学校)が分離。
- 1950年（昭和25年） - 横須賀市から逗子町が独立し、名称を逗子町立逗子中学校と変更。現在地に移転。
- 1954年（昭和29年） - 市制施行、逗子市立逗子中学校と改称。
- 1989年（平成元年）4月1日 - 逗子市立沼間中学校が分離。

## 部活動
- 軟式野球部
- 陸上競技部
- ソフトテニス部
- バスケットボール部
- バレーボール部
- バドミントン部
- 吹奏楽部
- 美術部
- 家庭科部
- ホタル部

## 学区
- 逗子2 - 8丁目
- 桜山1、2丁目、桜山5丁目525番地の1 - 526番地の12、桜山6 - 9丁目
- 新宿1丁目
- 池子1 - 4丁目
- 池子イケゴヒルズ(アスカタワー、イズモタワー、イセタワー、カマクラタワー、キョウトタワー、ナラタワー、ニッコウタワー、ミヤジマタワー)

## 著名な出身者
- 石原裕次郎 - 俳優・歌手。第1期生
- ISEKI - ミュージシャン、キマグレンボーカル
- 小川一平 - プロ野球選手（阪神タイガース）
- 安原麗子 - 元少女隊メンバー
- 矢野薫 - NEC取締役会長
- 矢野義明 - 作曲家・ピアニスト
- 山田華 - ソプラノ歌手、山田姉妹
- 山田麗 - ソプラノ歌手・女優、山田姉妹

## アクセス
- 京急逗子線神武寺駅より徒歩10分
- JR横須賀線東逗子駅より徒歩15分